# Eudryas grata
Eudryas grata con el nombre común de beautiful wood nymph es una  especie de lepidóptero de la familia Noctuidae. Es originario de Estados Unidos desde Nueva Escocia a Florida, al oeste desde el sur de Ontario a Minnesota, al sur de Texas. 
Estas polillas cuando tienen las alas en reposo crean un patrón que se parece a los excrementos de pájaros. Los adultos svuelan desde mayo a agosto en el norte, con dos generaciones en el sur. 
Tiene una envergadura de 3,5 a 4,6 cm.
Las orugas se alimentan de  Ampelopsis, Cephalanthus occidentalis, Vitis, Humulus lupulus y Parthenocissus quinquefolia.